# Tratatul de la Georgenberg
Tratatul de la Georgenberg  este un contract de succesiune încheiat pe 17 august 1186 între ducele Ottokar al IV-lea (aparținând conților de Traungau numiți astfel după cetatea Traungau din Stiria, unde își aveau inițial reședința) și ducele Leopold al V-lea (aparținând familiei Babenberg) în cetatea Georgenberg de lângă Enns (pe malul stâng al râului Enns).

Ducatele Austria și Siria în 1250: Austria propriu-zisă (roșu) și Stiria (hașurat alb-roșu), ulterior ajunse sub stăpânirea familiei de Habsburg

Până în 1180 Stiria fusese margrafiat legat administrativ de ducatul Bavariei. În ianuarie 1180 la Würzburg ducelui Henric Leul, din familia Welfilor, i-au fost retrase ducatele Bavaria și Saxonia. La dieta ținută la Gelnhausen în aprilie 1180 împăratul Frederic I Barbarossa a ridicat margrafiatul Stiria la rang de ducat.
Ottokar al IV-lea, devenit duce al Stiriei în 1180, bolnav incurabil de lepră și fără speranța de a avea urmași, a hotărât, după ce s-a sfătuit cu reprezentanții nobilimii, să lase Stiria moștenire ducelui Austriei, Leopold al V-lea, cu condiția ca ducatele Austria și Stiria să fie sub administrarea unui singur conducător și pentru totdeauna legate teritorial. Deși Ottokar ar fi putut să lase moștenire ducatul Stiriei familiei Welfilor, cu care se înrudea prin Henric Leul (unchiul său), l-a desemnat ca moștenitor pe Leopold ale cărui posesiuni teritoriale erau mai modeste, dar care dovedise seriozitate, inspirându-i mai multă încredere decât ambițioasele sale rude bavareze. Nobilii din Stiria au cerut ca vechile lor drepturi lor să fie înscrise în Tratatul de la Georgenberg (în germană Georgenberger Handfest) pentru a se asigura că aceste drepturi nu vor fi anulate de moștenitorii ducelui Leopold al V-lea. Acest document a stabilit pentru prima dată în scris aceste drepturi incluzând, de asemenea, reglementări privitoare la dreptul de moștenire și alte diverse probleme de competență judecătorească. De aceea Georgenberger Handfest a fost considerat primul cod civil al Austriei. Astfel, la moartea lui Ottokar al IV-lea în 1192, Stiria a intrat în posesia Casei de Babenberg.
De asemenea, tratatul stabilea că privilegiile funcționarilor curții ducale (în germană Ministerialien) trebuiau să fie păstrate și respectate întocmai atunci când puterea era preluată de famila de Babenberg la intrarea în vigoare a Tratatului de la Georgenberg.
Un alt certificat, parte a tratatului, care poartă aceeași dată și care se referă la drepturile mănăstirilor și bisericilor, numit Kleiner Georgenberger Handfest, se crede că a fost de fapt adăugat ulterior. Acesta se află în păstrare la Mănăstirea Vorau din Austria.
Teritoriul Ducatului Stiriei era mult mai mare decât teritoriul landului Stiria de astăzi și se întindea nu numai în Slovenia de astăzi (Stiria Inferioară), ci și în Austria Superioară (în Traungau⁠(d), zona din jurul orașelor Wels și Steyr) și în Austria Inferioară, cuprinzând și districtele de astăzi Wiener Neustadt și Neunkirchen.
Tratatul de la Georgenberg trecea puterea cârmuirii Stiriei din mâinile familiei Traungau în cele ale familiei Babenberg. Pe 8 mai 1192 la moartea lui Ottokar, tratatul a intrat în vigoare, însă înfeudarea putea fi făcută doar de împăratul Henric al VI-lea, ceea ce s-a întâmplat pe 24 mai 1192  la Worms. Astfel ducatul Stiriei și cel al Austriei s-au unit sub cârmuirea familiei de Babenberg formând baza posesiunilor familiei de Habsburg care s-a numit ulterior „Austria”. Ducatul Stiria a fost permanent legat de Ducatul Austria exceptând anii 1194–1196, 1379–1457 și 1564–1619 când diferite ramuri ale familiei de Habsburg au condus Austria Interioară, anii 1254–1260 când după Pacea de la Ofen a aparținut în mare măsură Regatului Ungariei și anii 1477–1485 când a fost stăpânită de regele Ungariei, Matia Corvin.
Traducerea tratatului a apărut pentru prima dată la Graz în 1874 în „Urkundenbuch des Herzogtums Steiermark” (vol. 1) a lui Johann von Zahn. Originalul Tratatului de la Georgenberg care poartă sigiliile celor doi duci, este păstrat în Arhivele de Stat ale Stiriei la Graz.